# Juvenálosz jeruzsálemi görög pátriárka
Szent Juvenálosz (ógörögül: Ιουβενάλιος), (? – 458. július 2.) jeruzsálemi pátriárka 422-től haláláig.

## Működése
Juvenálosz II. Theodosius bizánci császár uralkodása alatt lett Jeruzsálem pátriárkája. Az ortodox tanításokat védelmezte hosszú kormányzása alatt, és fellépett az eretnekségek ellen, illetve személyesen vett részt vett mind az efezusi (431), mind a khalkédóni zsinaton (451). Ellenfeleitől sokat szenvedett, egy időre még átmenetileg meg is fosztották püspöki székétől. Juvenálosz Konstantinápolyba ment, majd a viszályok csillapodásával visszatért Jeruzsálembe. Utolsó éveit már a békés kormányzás jellemezte. 36 évnyi püspökség után, 458-ban hunyt el. A görög ortodox egyház szentként tiszteli, és halála napján üli ünnepét.